# Pokłon Trzech Króli (obraz El Greca z 1575)
Pokłon pasterzy – obraz olejny hiszpańskiego malarza pochodzenia greckiego Dominikosa Theotokopulosa, znanego jako El Greco.

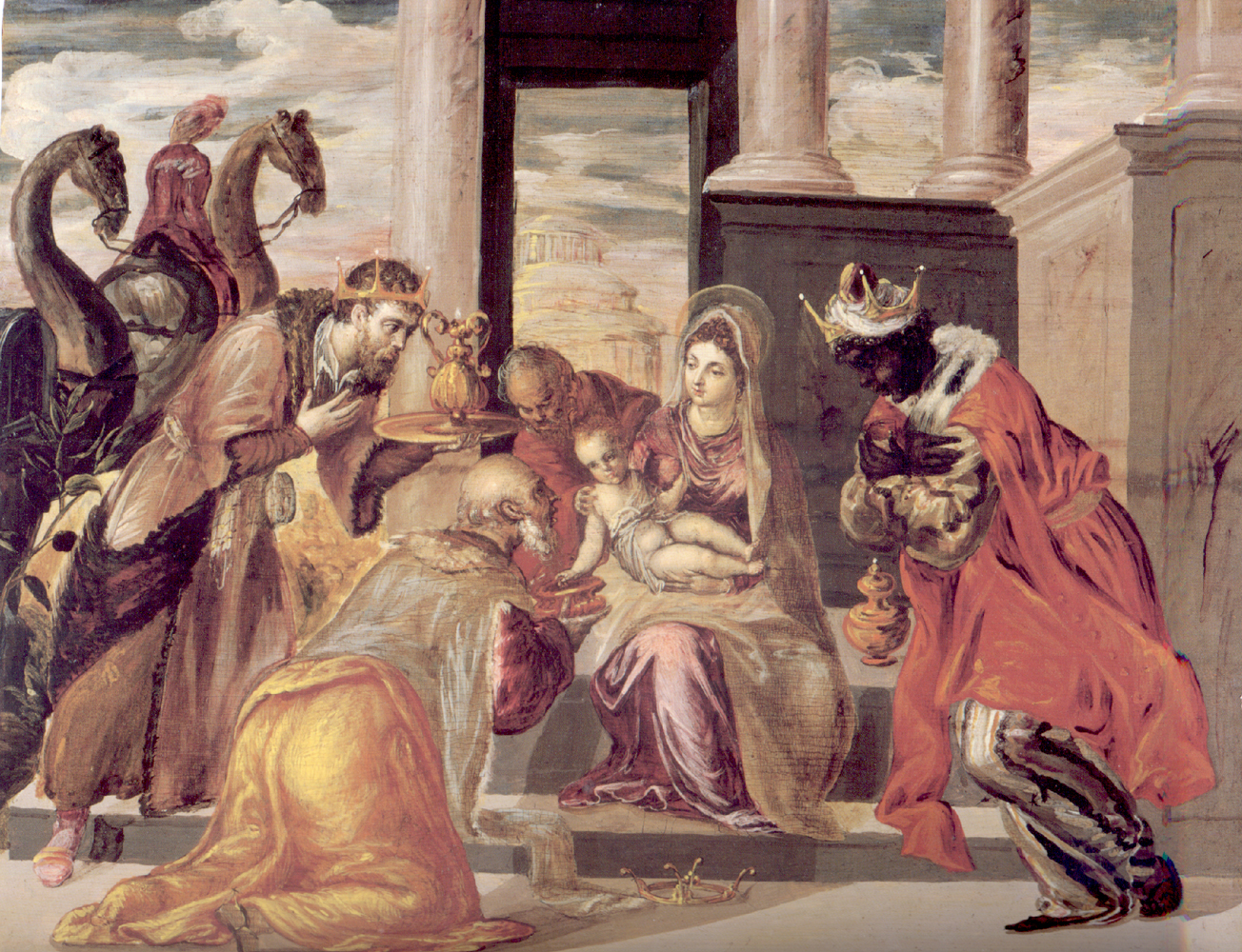
Pokłon trzech króli wersja z kolekcji prywatnej w Lozannie

Motyw przedstawiony na obrazie został zaczerpnięty z Ewangelii św. Łukasza (2: 15-21) i dotyczy wydarzeń zaraz po narodzeniu Chrystusa. El Greco namalował wiele wersji tego wydarzenia. Po śmierci artysty w inwentarzu jego dzieł znajdujących się w jego domu widniało przynajmniej osiem wersji Pokłonu pasterzy.

## Opis obrazu
Atrybucja tego obrazu nie jest pewna. Harold Wethey wymienia obraz w swojej monumentalnej pracy poświęconej artyście pt. El Greco and his school, ale autorstwo, tak jak i w przypadku kilku innych dzieł z tego okresu, przypisuje artyście podpisującym się jako Master Domenikos. Wethey wysuwa również tezę, iż może istnieć trzeci artysta, który namalował Tryptyk modeński a dwa płótna z Pokłonem Trzech Króli mają wspólne weneckie cechy. Obie prace, jak i ateński Pokłon Trzech Króli powstały w tym samym okresie, posiadają taką samą kompozycje postaci i podobny układ architektoniczny. Podobieństwa wskazują, iż oba płótna powstały w niewielkim odstępie czasu. Prawdopodobnie wersja z Muzeum Benaki jest najstarsza; wszystkie postacie zostały przedstawione z mniejszą starannością, brak jest przestrzeni pomiędzy postaciami. Dwaj jeźdźcy z ateńskiego płótna wydają się być szkicem przygotowawczym dla jeźdźców z Museo Lázaro Galdiano. We wszystkich trzech wersjach występują podobne ciężkie chmury oraz akcesoria: srebrna taca czy dzbanek. Wersja z Lozanny wydaje się najmłodsza. El Greco zamienia bliskowschodnich władców na bardziej europejskich króli. Zamiast turbanów daje im korony,→, a u stóp klęczącego króla leży szpada, symbol szlachectwa. W tle, między kolumnami, widać jakąś starożytną rzymską budowlę.

## Proweniencja
W lipcu 2002 roku lozański Pokłon Trzech Króli został sprzedany na aukcji prywatnemu kolekcjonerowi za kwotę 611,650 funtów.